# Mesogea

In questa mappa sono mostrati i confini approssimativi delle tre regioni istituite da Clistene

La Mesogea (in greco antico: Μεσόγαια?, Mesógaia) era una regione interna dell'Attica, delimitata dal Pentelico a nord, dall'Imetto a ovest, dal mare a est e dalle colline della Paralia a sud. Dopo la riforma di Clistene venne assegnata ad ognuna delle dieci tribù una trittia della Mesogea, una della Paralia e una dell'asty.
In epoca classica le dieci trittie della Mesogea comprendevano circa 47 demi.